# Karel Freja
Karel Freja (17. listopadu 1877 Praha – 30. dubna 1937 tamtéž) byl český fotbalista, univerzální hráč. Po skončení aktivní kariéry působil jako funkcionář, od roku 1901 byl prvním předsedou Českého svazu fotbalového. Občanským povoláním byl vojenský lékař.

## Fotbalová kariéra
Hrál v předligové éře v letech 1896–1900 za SK Slavia Praha a v letech 1900–1901 za ČAFC Vinohrady. Byl historicky prvním kapitánem SK Slavia Praha.